# ایل‌چیکدای نویان
ایل‌چیکدای نویان فاتح هرات در زمان حمله مغول به ایران بود. ایل‌چیکدای نویان در سال ۶۴۴ ه ق به امر گیوک خان سومین جانشین چنگیز خان و پسر بزرگ اوگتای قاآن، به‌جای بایجو نویان مأمور ایران شد.
در شروع حکومت اوگتای قاآن نخست جرماغون نویان به عنوان فرمانده سپاه ایران تعیین شد. این سپاه عهده‌دار سرکوبی قطعی جلال‌الدین خوارزمشاه و فتح آذربایجان بود. بعد از جرماغون، بایجو نویان جانشین و فرمانده سپاه مغول در ایران بود.